# Wim Kroese
Willem ("Wim") Kroese (Amsterdam, 1 september 1936) is een Nederlands luchtvaartjournalist, fotograaf en auteur.
Kroese werkte tot zijn pensionering als journalist en luchtvaartredacteur voor het dagblad De Telegraaf en wordt beschouwd als een van de grootste kenners van de luchtvaartgeschiedenis in Nederland. Hij publiceerde jarenlang over alle aspecten van de luchtvaart en luchtvaartgeschiedenis en ontwikkelingen. Hij documenteerde tevens de ontwikkelingen binnen de luchtvaart en Schiphol als fotograaf.. Door zijn enorme kennis van zaken gecombineerd met enthousiasme wist hij bij de Telegraaf vaak te bereiken dat luchtvaartonderwerpen het tot de voorpagina van de krant brachten.. Kroese is tevens jarenlang vaste medewerker van het vaktijdschrift Piloot en Vliegtuig.